# Hipismo nos Jogos Olímpicos de Verão de 2020 - CCE individual
A competição do CCE individual do hipismo nos Jogos Olímpicos de Verão de 2020 foi realizada entre 30 de julho e 2 de agosto de 2021 no Parque Equestre Baji Koen, para as fases do adestramento e saltos, e no percurso montado na Central Breakwater para o cross-country, ambos em Tóquio. Como todos os outros eventos equestres, a competição do concurso completo de equitação é aberta para ginetes de ambos os gêneros, totalizando 62 participantes de 29 Comitês Olímpicos Nacionais (CON).

## Qualificação
Cada CON poderia inscrever até três ginetes no CCE individual. As vagas foram alocadas ao CON, que seleciona os competidores. Havia 65 vagas disponíveis, distribuídas da seguinte forma:
- Membros das equipes (45 vagas): cada um dos 15 CONs qualificados no evento por equipes inscreveu seus três membros no evento individual;
- Ranking (20 vagas): Os dois primeiros ginetes, sendo um por CON e excluindo os CONs com equipes qualificadas, em cada uma das sete regiões geográficas receberam uma vaga, com uma vaga final baseada no ranking independentemente da região geográfica.

Antes do início da competição, três ginetes com seus cavalos desistiram e o número final de participantes ficou em 62.

## Formato
Na competição de CCE todos os ginetes inscritos competem em três rodadas (adestramento, cross-country e saltos) com os 25 melhores avançando para uma segunda rodada de saltos onde se definem as medalhas. As pontuações das três primeiras rodadas são somadas para determinar os finalistas; as pontuações de todas as quatro rodadas são somadas para dar a pontuação final para os finalistas:
- Adestramento: uma competição reduzida de adestramento, com penalidades baseadas na pontuação da prova.
- Cross-country: uma corrida em um percurso de cross-country de 4,5 quilômetros. O tempo limite é de 8 minutos (570 metros por minuto), com penalidades em caso de ultrapassagem desse tempo. Há um máximo de 38 obstáculos, com penalidades por faltas.
- Saltos (fase 1): um percurso de saltos com 600 metros, com 11 ou 12 obstáculos (incluindo saltos duplos e triplos, com um máximo de 16 saltos no total). A altura máxima dos obstáculos é de 1,25 metros. A velocidade exigida é de 375 metros por minuto (tempo limite de 1:36). As penalidades são aplicadas por ultrapassagem do limite de tempo e por faltas nos obstáculos.
- Saltos (fase 2): um percurso de saltos mais curto (360–500 metros) com apenas os 25 melhores no acumulo das três etapas anteriores. O máximo de obstáculos é 9, com um máximo de 12 saltos. A velocidade exigida ainda é de 375 metros por minuto. Os obstáculos podem ser um pouco mais altos (1,30 metros).

## Calendário
Horário local (UTC+9)
| Data                | Hora       | Fase                                            |
| ------------------- | ---------- | ----------------------------------------------- |
| 30 de julho de 2021 | 8:00 17:30 | Adestramento – Sessão 1 Adestramento – Sessão 2 |
| 31 de julho de 2021 | 8:00       | Adestramento – Sessão 3                         |
| 1 de agosto de 2021 | 8:30       | Cross-country                                   |
| 2 de agosto de 2021 | 17:00      | Saltos                                          |

## Medalhistas
| Ouro   | GER Julia Krajewski com Amande de B'Neville |
| Prata  | GBR Tom McEwen com Toledo de Kerser         |
| Bronze | AUS Andrew Hoy com Vassily de Lassos        |

## Resultados

### Classificação após o adestramento
Disputado em três sessões entre 30 e 31 de julho de 2021.
| Pos. | Ginete                   | Cavalo                     | CON                 | Adestramento |
| ---- | ------------------------ | -------------------------- | ------------------- | ------------ |
| 1    | Michael Jung             | Chipmunk                   | GER Alemanha        | 21.10        |
| 2    | Oliver Townend           | Ballaghmor Class           | GBR Grã-Bretanha    | 23.60        |
| 3    | Alex Hua Tian            | Don Geniro                 | CHN China           | 23.90        |
| 4    | Julia Krajewski          | Amande de B'Neville        | GER Alemanha        | 25.20        |
| 5    | Tim Price                | Vitali                     | NZL Nova Zelândia   | 25.60        |
| 6    | Laura Collett            | London 52                  | GBR Grã-Bretanha    | 25.80        |
| 7    | Kazuma Tomoto            | Vinci de la Vigne          | JPN Japão           | 26.10        |
| 8    | Felix Vogg               | Colero                     | SUI Suíça           | 26.70        |
| 9    | Fouaad Mirza             | Seigneur                   | IND Índia           | 28.00        |
| 9    | Louise Romeike           | Cato 60                    | SWE Suécia          | 28.00        |
| 11   | Therese Viklund          | Viscera                    | SWE Suécia          | 28.10        |
| 12   | Tom McEwen               | Toledo de Kerser           | GBR Grã-Bretanha    | 28.90        |
| 13   | Christopher Six          | Totem de Brecey            | FRA França          | 29.60        |
| 13   | Andrew Hoy               | Vassily de Lassos          | AUS Austrália       | 29.60        |
| 15   | Jesse Campbell           | Diachello                  | NZL Nova Zelândia   | 30.10        |
| 16   | Phillip Dutton           | Z                          | USA Estados Unidos  | 30.50        |
| 17   | Jonelle Price            | Grovine de Reve            | NZL Nova Zelândia   | 30.70        |
| 18   | Alexandre Zelenko        | Carlo Grande Jr            | BLR Bielorrússia    | 31.00        |
| 18   | Małgorzata Cybulska      | Chenaro                    | POL Polônia         | 31.00        |
| 20   | Boyd Martin              | Tsetserleg                 | USA Estados Unidos  | 31.10        |
| 21   | Marcelo Tosi             | Glenfly                    | BRA Brasil          | 31.50        |
| 21   | Merel Blom               | The Quizmaster             | NED Países Baixos   | 31.50        |
| 21   | Yoshiaki Oiwa            | Calle 44                   | JPN Japão           | 31.50        |
| 24   | Shane Rose               | Virgil                     | AUS Austrália       | 31.70        |
| 25   | Kevin McNab              | Don Quidam                 | AUS Austrália       | 32.10        |
| 26   | Karim Laghouag           | Triton Fontaine            | FRA França          | 32.40        |
| 27   | Korntawat Samran         | Bonero K                   | THA Tailândia       | 32.50        |
| 28   | Lea Siegl                | Fighting Line              | AUT Áustria         | 32.60        |
| 29   | Toshiyuki Tanaka         | Talma d'Allou              | JPN Japão           | 32.70        |
| 30   | Doug Payne               | Vandiver                   | USA Estados Unidos  | 33.00        |
| 30   | Janneke Boonzaaijer      | Champ de Tailleur          | NED Países Baixos   | 33.00        |
| 32   | Nicolas Touzaint         | Absolut Gold               | FRA França          | 33.10        |
| 32   | Jan Kaminski             | Jard                       | POL Polônia         | 33.10        |
| 34   | Peter Flarup             | Fascination                | DEN Dinamarca       | 33.70        |
| 35   | Miloslav Příhoda Jr.     | Ferreolus Lat              | CZE República Checa | 33.80        |
| 36   | Susanna Bordone          | Imperial van de Holtakkers | ITA Itália          | 33.90        |
| 37   | Sandra Auffarth          | Viamant du Matz            | GER Alemanha        | 34.10        |
| 38   | Sam Watson               | Flamenco                   | IRL Irlanda         | 34.30        |
| 39   | Bao Yingfeng             | Flandia                    | CHN China           | 34.40        |
| 40   | Ludvig Svennerstål       | Balham Mist                | SWE Suécia          | 35.00        |
| 41   | Sun Huadong              | Lady Chin van't Moerven Z  | CHN China           | 35.20        |
| 42   | Colleen Loach            | Qorry Blue d'Argouges      | CAN Canadá          | 35.60        |
| 43   | Rafael Losano            | Fuiloda                    | BRA Brasil          | 36.00        |
| 44   | Mélody Johner            | Toubleu de Rueire          | SUI Suíça           | 36.10        |
| 44   | Andrey Mitin             | Gurza                      | ROC                 | 36.10        |
| 44   | Carlos Paro              | Goliath                    | BRA Brasil          | 36.10        |
| 47   | Robin Godel              | Jet Set                    | SUI Suíça           | 37.10        |
| 48   | Lara de Liedekerke-Meier | Alpaga d'Arville           | BEL Bélgica         | 37.20        |
| 49   | Austin O'Connor          | Colorado Blue              | IRL Irlanda         | 38.00        |
| 50   | Sarah Ennis              | Woodcourt Garrison         | IRL Irlanda         | 38.10        |
| 51   | Weerapat Pitakanonda     | Carnival March             | THA Tailândia       | 38.20        |
| 52   | Vittoria Panizzon        | Super Cillious             | ITA Itália          | 38.60        |
| 53   | Victoria Scott-Legendre  | Valtho des Peupliers       | RSA África do Sul   | 39.50        |
| 54   | Lauren Billys            | Castle Larchfield Purdy    | PUR Porto Rico      | 39.90        |
| 55   | Joanna Pawlak            | Fantastic Frieda           | POL Polônia         | 40.50        |
| 56   | Nicolas Wettstein        | Altier d'Aurois            | ECU Equador         | 40.90        |
| 57   | Arinadtha Chavatanont    | Boleybawn Prince           | THA Tailândia       | 42.40        |
| 58   | Arianna Schivo           | Quefira de l'Ormeau        | ITA Itália          | 42.90        |
| 59   | Mikhail Nastenko         | MP Imagine If              | ROC                 | 43.00        |
| 60   | Miroslav Trunda          | Shutterflyke               | CZE República Checa | 46.10        |
| 61   | Thomas Heffernan Ho      | Tayberry                   | HKG Hong Kong       | 46.70        |
| 62   | Francisco Gaviño         | Source de la Faye          | ESP Espanha         | 47.70        |
| —    | Katrin Khoddam-Hazrati   | Cosma                      | AUT Áustria         | WD           |

### Classificação após o cross-country
Disputado em 1 de agosto de 2021.
| Pos. | Ginete                   | Cavalo                     | CON                 | Adestramento | Cross-country | Total  |
| ---- | ------------------------ | -------------------------- | ------------------- | ------------ | ------------- | ------ |
| 1    | Oliver Townend           | Ballaghmor Class           | GBR Grã-Bretanha    | 23.60        | 0.00          | 23.60  |
| 2    | Julia Krajewski          | Amande de B'Neville        | GER Alemanha        | 25.20        | 0.40          | 25.60  |
| 3    | Laura Collett            | London 52                  | GBR Grã-Bretanha    | 25.80        | 0.00          | 25.80  |
| 4    | Tim Price                | Vitali                     | NZL Nova Zelândia   | 25.60        | 1.20          | 26.80  |
| 5    | Kazuma Tomoto            | Vinci de la Vigne          | JPN Japão           | 26.10        | 1.60          | 27.50  |
| 6    | Tom McEwen               | Toledo de Kerser           | GBR Grã-Bretanha    | 28.90        | 0.00          | 28.90  |
| 7    | Andrew Hoy               | Vassily de Lassos          | AUS Austrália       | 29.60        | 0.00          | 29.60  |
| 8    | Christopher Six          | Totem de Brecey            | FRA França          | 29.60        | 1.60          | 31.20  |
| 9    | Shane Rose               | Virgil                     | AUS Austrália       | 31.70        | 0.00          | 31.70  |
| 10   | Michael Jung             | Chipmunk                   | GER Alemanha        | 21.10        | 11.00         | 32.10  |
| 11   | Karim Laghouag           | Triton Fontaine            | FRA França          | 32.40        | 0.00          | 32.40  |
| 12   | Jonelle Price            | Grovine de Reve            | NZL Nova Zelândia   | 30.70        | 2.00          | 32.70  |
| 13   | Nicolas Touzaint         | Absolut Gold               | FRA França          | 33.10        | 0.40          | 33.50  |
| 14   | Boyd Martin              | Tsetserleg                 | USA Estados Unidos  | 31.10        | 3.20          | 34.30  |
| 15   | Kevin McNab              | Don Quidam                 | AUS Austrália       | 32.10        | 2.80          | 34.90  |
| 16   | Lea Siegl                | Fighting Line              | AUT Áustria         | 32.60        | 2.40          | 35.00  |
| 17   | Phillip Dutton           | Z                          | USA Estados Unidos  | 30.50        | 4.80          | 35.30  |
| 18   | Alex Hua Tian            | Don Geniro                 | CHN China           | 23.90        | 12.00         | 35.90  |
| 19   | Mélody Johner            | Toubleu de Rueire          | SUI Suíça           | 36.10        | 0.40          | 36.50  |
| 20   | Austin O'Connor          | Colorado Blue              | IRL Irlanda         | 38.00        | 0.00          | 38.00  |
| 21   | Felix Vogg               | Colero                     | SUI Suíça           | 26.70        | 11.80         | 38.50  |
| 22   | Fouaad Mirza             | Seigneur                   | IND Índia           | 28.00        | 11.20         | 39.20  |
| 23   | Doug Payne               | Vandiver                   | USA Estados Unidos  | 33.00        | 6.80          | 39.80  |
| 24   | Marcelo Tosi             | Glenfly                    | BRA Brasil          | 31.50        | 8.80          | 40.30  |
| 25   | Vittoria Panizzon        | Super Cillious             | ITA Itália          | 38.60        | 3.60          | 42.20  |
| 26   | Colleen Loach            | Qorry Blue d'Argouges      | CAN Canadá          | 35.60        | 7.20          | 42.80  |
| 27   | Jesse Campbell           | Diachello                  | NZL Nova Zelândia   | 30.10        | 14.40         | 44.50  |
| 28   | Susanna Bordone          | Imperial van de Holtakkers | ITA Itália          | 33.90        | 11.00         | 44.90  |
| 29   | Arianna Schivo           | Quefira de l'Ormeau        | ITA Itália          | 42.90        | 2.80          | 45.70  |
| 30   | Jan Kaminski             | Jard                       | POL Polônia         | 33.10        | 12.80         | 45.90  |
| 31   | Sam Watson               | Flamenco                   | IRL Irlanda         | 34.30        | 13.00         | 47.30  |
| 32   | Sandra Auffarth          | Viamant du Matz            | GER Alemanha        | 34.10        | 22.40         | 56.50  |
| 33   | Carlos Paro              | Goliath                    | BRA Brasil          | 36.10        | 22.80         | 58.90  |
| 34   | Victoria Scott-Legendre  | Valtho des Peupliers       | RSA África do Sul   | 39.50        | 19.80         | 59.30  |
| 35   | Toshiyuki Tanaka         | Talma d'Allou              | JPN Japão           | 32.70        | 30.80         | 63.50  |
| 36   | Miloslav Příhoda Jr.     | Ferreolus Lat              | CZE República Checa | 33.80        | 30.60         | 64.40  |
| 37   | Andrey Mitin             | Gurza                      | ROC                 | 36.10        | 30.00         | 66.10  |
| 38   | Bao Yingfeng             | Flandia                    | CHN China           | 34.40        | 38.00         | 72.50  |
| 39   | Sarah Ennis              | Woodcourt Garrison         | IRL Irlanda         | 38.10        | 37.60         | 75.70  |
| 40   | Sun Huadong              | Lady Chin van't Moerven Z  | CHN China           | 35.20        | 42.00         | 77.20  |
| 41   | Joanna Pawlak            | Fantastic Frieda           | POL Polônia         | 40.50        | 45.20         | 85.70  |
| 42   | Miroslav Trunda          | Shutterflyke               | CZE República Checa | 46.10        | 42.00         | 88.10  |
| 43   | Nicolas Wettstein        | Altier d'Aurois            | ECU Equador         | 40.90        | 48.40         | 89.30  |
| 44   | Alexandre Zelenko        | Carlo Grande Jr            | BLR Bielorrússia    | 31.00        | 61.60         | 92.60  |
| 45   | Peter Flarup             | Fascination                | DEN Dinamarca       | 33.70        | 67.20         | 100.90 |
| 46   | Thomas Heffernan Ho      | Tayberry                   | HKG Hong Kong       | 46.70        | 55.60         | 102.30 |
| 47   | Mikhail Nastenko         | MP Imagine If              | ROC                 | 43.00        | 76.40         | 119.40 |
| 48   | Francisco Gaviño         | Source de la Faye          | ESP Espanha         | 47.70        | 75.60         | 123.30 |
| —    | Rafael Losano            | Fuiloda                    | BRA Brasil          | 36.00        | RT            | RT     |
| —    | Robin Godel              | Jet Set                    | SUI Suíça           | 37.10        | RT            | RT     |
| —    | Arinadtha Chavatanont    | Boleybawn Prince           | THA Tailândia       | 42.40        | EL            | EL     |
| —    | Therese Viklund          | Viscera                    | SWE Suécia          | 28.10        | EL            | EL     |
| —    | Lauren Billys            | Castle Larchfield Purdy    | PUR Porto Rico      | 39.90        | EL            | EL     |
| —    | Weerapat Pitakanonda     | Carnival March             | THA Tailândia       | 38.20        | EL            | EL     |
| —    | Małgorzata Cybulska      | Chenaro                    | POL Polônia         | 31.00        | EL            | EL     |
| —    | Louise Romeike           | Cato 60                    | SWE Suécia          | 28.00        | EL            | EL     |
| —    | Janneke Boonzaaijer      | Champ de Tailleur          | NED Países Baixos   | 33.00        | EL            | EL     |
| —    | Merel Blom               | The Quizmaster             | NED Países Baixos   | 31.50        | EL            | EL     |
| —    | Korntawat Samran         | Bonero K                   | THA Tailândia       | 32.50        | EL            | EL     |
| —    | Yoshiaki Oiwa            | Calle 44                   | JPN Japão           | 31.50        | EL            | EL     |
| —    | Lara de Liedekerke-Meier | Alpaga d'Arville           | BEL Bélgica         | 37.20        | WD            | WD     |
| —    | Ludvig Svennerstål       | Balham Mist                | SWE Suécia          | 35.00        | WD            | WD     |

### Classificação após os saltos (fase 1)
Disputado em 2 de agosto de 2021. Os 25 primeiros se classificam para a fase 2 de saltos (final).
| Pos. | Ginete                  | Cavalo                     | CON                 | Adestramento | Cross-country | Salto 1 | Total  | Notas |
| ---- | ----------------------- | -------------------------- | ------------------- | ------------ | ------------- | ------- | ------ | ----- |
| 1    | Julia Krajewski         | Amande de B'Neville        | GER Alemanha        | 25.20        | 0.40          | 0.00    | 25.60  | Q     |
| 2    | Oliver Townend          | Ballaghmor Class           | GBR Grã-Bretanha    | 23.60        | 0.00          | 4.00    | 27.60  | Q     |
| 3    | Tom McEwen              | Toledo de Kerser           | GBR Grã-Bretanha    | 28.90        | 0.00          | 0.00    | 28.90  | Q     |
| 4    | Andrew Hoy              | Vassily de Lassos          | AUS Austrália       | 29.60        | 0.00          | 0.00    | 29.60  | Q     |
| 5    | Laura Collett           | London 52                  | GBR Grã-Bretanha    | 25.80        | 0.00          | 4.00    | 29.80  | Q     |
| 6    | Christopher Six         | Totem de Brecey            | FRA França          | 29.60        | 1.60          | 0.00    | 31.20  | Q     |
| 7    | Kazuma Tomoto           | Vinci de la Vigne          | JPN Japão           | 26.10        | 1.60          | 4.00    | 31.50  | Q     |
| 8    | Michael Jung            | Chipmunk                   | GER Alemanha        | 21.10        | 11.00         | 0.00    | 32.10  | Q     |
| 9    | Jonelle Price           | Grovine de Reve            | NZL Nova Zelândia   | 30.70        | 2.00          | 0.00    | 32.70  | Q     |
| 10   | Nicolas Touzaint        | Absolut Gold               | FRA França          | 33.10        | 0.40          | 0.40    | 33.90  | Q     |
| 11   | Kevin McNab             | Don Quidam                 | AUS Austrália       | 32.10        | 2.80          | 0.00    | 34.90  | Q     |
| 12   | Shane Rose              | Virgil                     | AUS Austrália       | 31.70        | 0.00          | 4.00    | 35.70  | Q     |
| 13   | Karim Laghouag          | Triton Fontaine            | FRA França          | 32.40        | 0.00          | 4.00    | 36.40  | Q     |
| 14   | Mélody Johner           | Toubleu de Rueire          | SUI Suíça           | 36.10        | 0.40          | 0.00    | 36.50  | Q     |
| 15   | Boyd Martin             | Tsetserleg                 | USA Estados Unidos  | 31.10        | 3.20          | 4.40    | 38.70  | Q     |
| 16   | Tim Price               | Vitali                     | NZL Nova Zelândia   | 25.60        | 1.20          | 12.00   | 38.80  | Q     |
| 17   | Lea Siegl               | Fighting Line              | AUT Áustria         | 32.60        | 2.40          | 4.00    | 39.00  | Q     |
| 18   | Austin O'Connor         | Colorado Blue              | IRL Irlanda         | 38.00        | 0.00          | 4.00    | 42.00  | Q     |
| 19   | Phillip Dutton          | Z                          | USA Estados Unidos  | 30.50        | 4.80          | 8.00    | 43.30  | Q     |
| 20   | Doug Payne              | Vandiver                   | USA Estados Unidos  | 33.00        | 6.80          | 4.00    | 43.80  | Q     |
| 21   | Alex Hua Tian           | Don Geniro                 | CHN China           | 23.90        | 12.00         | 8.80    | 44.70  | Q     |
| 22   | Jesse Campbell          | Diachello                  | NZL Nova Zelândia   | 30.10        | 14.40         | 0.40    | 44.90  | Q     |
| 22   | Susanna Bordone         | Imperial van de Holtakkers | ITA Itália          | 33.90        | 11.00         | 0.00    | 44.90  | Q     |
| 24   | Felix Vogg              | Colero                     | SUI Suíça           | 26.70        | 11.80         | 8.00    | 46.50  | Q     |
| 25   | Fouaad Mirza            | Seigneur                   | IND Índia           | 28.00        | 11.20         | 8.00    | 47.20  | Q     |
| 26   | Arianna Schivo          | Quefira de l'Ormeau        | ITA Itália          | 42.90        | 2.80          | 4.00    | 49.70  |       |
| 27   | Vittoria Panizzon       | Super Cillious             | ITA Itália          | 38.60        | 3.60          | 8.00    | 50.20  |       |
| 28   | Colleen Loach           | Qorry Blue d'Argouges      | CAN Canadá          | 35.60        | 7.20          | 8.00    | 50.80  |       |
| 29   | Jan Kaminski            | Jard                       | POL Polônia         | 33.10        | 12.80         | 9.20    | 55.10  |       |
| 30   | Sam Watson              | Flamenco                   | IRL Irlanda         | 34.30        | 13.00         | 8.00    | 55.30  |       |
| 31   | Sandra Auffarth         | Viamant du Matz            | GER Alemanha        | 34.10        | 22.40         | 0.00    | 56.50  |       |
| 32   | Carlos Paro             | Goliath                    | BRA Brasil          | 36.10        | 22.80         | 4.00    | 62.90  |       |
| 33   | Miloslav Příhoda Jr.    | Ferreolus Lat              | CZE República Checa | 33.80        | 30.60         | 4.00    | 68.40  |       |
| 34   | Toshiyuki Tanaka        | Talma d'Allou              | JPN Japão           | 32.70        | 30.80         | 12.00   | 75.50  |       |
| 35   | Bao Yingfeng            | Flandia                    | CHN China           | 34.40        | 38.00         | 5.60    | 78.10  |       |
| 36   | Sarah Ennis             | Woodcourt Garrison         | IRL Irlanda         | 38.10        | 37.60         | 4.00    | 79.70  |       |
| 37   | Sun Huadong             | Lady Chin van't Moerven Z  | CHN China           | 35.20        | 42.00         | 9.60    | 86.80  |       |
| 38   | Andrey Mitin            | Gurza                      | ROC                 | 36.10        | 30.00         | 26.00   | 92.10  |       |
| 39   | Miroslav Trunda         | Shutterflyke               | CZE República Checa | 46.10        | 42.00         | 13.60   | 101.70 |       |
| 40   | Peter Flarup            | Fascination                | DEN Dinamarca       | 33.70        | 67.20         | 4.00    | 104.90 |       |
| 41   | Nicolas Wettstein       | Altier d'Aurois            | ECU Equador         | 40.90        | 48.40         | 16.00   | 105.30 |       |
| 42   | Thomas Heffernan Ho     | Tayberry                   | HKG Hong Kong       | 46.70        | 55.60         | 17.20   | 119.50 |       |
| 43   | Mikhail Nastenko        | MP Imagine If              | ROC                 | 43.00        | 76.40         | 14.40   | 133.80 |       |
| 44   | Francisco Gaviño        | Source de la Faye          | ESP Espanha         | 47.70        | 75.60         | 12.00   | 135.30 |       |
| —    | Joanna Pawlak           | Fantastic Frieda           | POL Polônia         | 40.50        | 45.20         | EL      | EL     | EL    |
| —    | Marcelo Tosi            | Glenfly                    | BRA Brasil          | 31.50        | 8.80          | WD      | WD     | WD    |
| —    | Alexandre Zelenko       | Carlo Grande Jr            | BLR Bielorrússia    | 31.00        | 61.60         | WD      | WD     | WD    |
| —    | Victoria Scott-Legendre | Valtho des Peupliers       | RSA África do Sul   | 39.50        | 19.80         | WD      | WD     | WD    |

### Classificação final após os saltos (fase 2)
Disputado em 2 de agosto de 2021 com a definição dos medalhistas.
| Pos.              | Ginete           | Cavalo                     | CON                | Adestramento | Cross-country | Salto 1 | Salto 2 | Total |
| ----------------- | ---------------- | -------------------------- | ------------------ | ------------ | ------------- | ------- | ------- | ----- |
| Medalha de ouro   | Julia Krajewski  | Amande de B'Neville        | GER Alemanha       | 25.20        | 0.40          | 0.00    | 0.40    | 26.00 |
| Medalha de prata  | Tom McEwen       | Toledo de Kerser           | GBR Grã-Bretanha   | 28.90        | 0.00          | 0.00    | 0.40    | 29.30 |
| Medalha de bronze | Andrew Hoy       | Vassily de Lassos          | AUS Austrália      | 29.60        | 0.00          | 0.00    | 0.00    | 29.60 |
| 4                 | Kazuma Tomoto    | Vinci de la Vigne          | JPN Japão          | 26.10        | 1.60          | 4.00    | 0.40    | 31.90 |
| 5                 | Oliver Townend   | Ballaghmor Class           | GBR Grã-Bretanha   | 23.60        | 0.00          | 4.00    | 4.80    | 32.40 |
| 6                 | Nicolas Touzaint | Absolut Gold               | FRA França         | 33.10        | 0.40          | 0.40    | 0.00    | 33.90 |
| 7                 | Christopher Six  | Totem de Brecey            | FRA França         | 29.60        | 1.60          | 0.00    | 4.00    | 35.20 |
| 8                 | Michael Jung     | Chipmunk                   | GER Alemanha       | 21.10        | 11.00         | 0.00    | 4.00    | 36.10 |
| 9                 | Laura Collett    | London 52                  | GBR Grã-Bretanha   | 25.80        | 0.00          | 4.00    | 8.00    | 37.80 |
| 10                | Shane Rose       | Virgil                     | AUS Austrália      | 31.70        | 0.00          | 4.00    | 4.00    | 39.70 |
| 11                | Jonelle Price    | Grovine de Reve            | NZL Nova Zelândia  | 30.70        | 2.00          | 0.00    | 9.20    | 41.90 |
| 12                | Karim Laghouag   | Triton Fontaine            | FRA França         | 32.40        | 0.00          | 4.00    | 8.80    | 45.20 |
| 13                | Austin O'Connor  | Colorado Blue              | IRL Irlanda        | 38.00        | 0.00          | 4.00    | 4.00    | 46.00 |
| 14                | Kevin McNab      | Don Quidam                 | AUS Austrália      | 32.10        | 2.80          | 0.00    | 12.00   | 46.90 |
| 15                | Lea Siegl        | Fighting Line              | AUT Áustria        | 32.60        | 2.40          | 4.00    | 8.00    | 47.00 |
| 16                | Doug Payne       | Vandiver                   | USA Estados Unidos | 33.00        | 6.80          | 4.00    | 4.40    | 48.20 |
| 17                | Mélody Johner    | Toubleu de Rueire          | SUI Suíça          | 36.10        | 0.40          | 0.00    | 13.20   | 49.70 |
| 18                | Susanna Bordone  | Imperial van de Holtakkers | ITA Itália         | 33.90        | 11.00         | 0.00    | 5.60    | 50.50 |
| 19                | Felix Vogg       | Colero                     | SUI Suíça          | 26.70        | 11.80         | 8.00    | 5.20    | 51.70 |
| 20                | Boyd Martin      | Tsetserleg                 | USA Estados Unidos | 31.10        | 3.20          | 4.40    | 13.60   | 52.30 |
| 21                | Phillip Dutton   | Z                          | USA Estados Unidos | 30.50        | 4.80          | 8.00    | 10.80   | 54.10 |
| 22                | Jesse Campbell   | Diachello                  | NZL Nova Zelândia  | 30.10        | 14.40         | 0.40    | 9.60    | 54.50 |
| 23                | Fouaad Mirza     | Seigneur                   | IND Índia          | 28.00        | 11.20         | 8.00    | 12.40   | 59.60 |
| 24                | Tim Price        | Vitali                     | NZL Nova Zelândia  | 25.60        | 1.20          | 12.00   | 21.60   | 60.40 |
| 25                | Alex Hua Tian    | Don Geniro                 | CHN China          | 23.90        | 12.00         | 8.80    | 17.60   | 62.30 |